# Xenosophira
Xenosophira är ett släkte av tvåvingar. Xenosophira ingår i familjen borrflugor.
Kladogram enligt Catalogue of Life:
| Xenosophira | \| \| Xenosophira invibrissata \| \| \| \| \| \| Xenosophira vibrissata \| \| \| \| |
|             | \| \| Xenosophira invibrissata \| \| \| \| \| \| Xenosophira vibrissata \| \| \| \| |
|             | Xenosophira invibrissata                                                            |
|             |                                                                                     |
|             | Xenosophira vibrissata                                                              |
|             |                                                                                     |